# Ellie Faulkner
Eleanor Jane "Ellie" Faulkner, född 5 januari 1993, är en brittisk simmare. 
Faulkner tävlade i två grenar (800 meter frisim och 4 x 200 meter frisim) för Storbritannien vid olympiska sommarspelen 2012 i London.
Vid olympiska sommarspelen 2016 i Rio de Janeiro tävlade Faulkner på 200 meter frisim, där hon blev utslagen i försöksheatet.